# میشل برت
میشل بَرت (به انگلیسی: Michelle Barrett) زادهٔ ۱۷ جولای ۱۹۸۱ یک هنرپیشهٔ فیلم‌های پورنو و مدل برهنه‌ی عکاسی اهل انگلستان است. او از سال ۲۰۰۱ تاکنون در بیش از ۱۲۰ فیلم آمریکایی مخصوص بزرگسالان نقش‌آفرینی کرده‌است.
او در مصاحبه‌های مختلف گفته‌است که دوست ندارد در فیلم‌های پورنوی تهیه‌کنندگان انگلیسی به ایفای نقش بپردازد و دلیل این مسئله را غیرحرفه‌ای بودن آن‌ها عنوان کرده‌است. میشل تا به‌حال یک‌بار و در سال ۲۰۰۶ نامزد دریافت جایزهٔ ای‌وی‌ان شده‌است.